# Dutch Open 2021
Die Dutch Open 2021 im Badminton fanden vom 13. bis zum 17. Oktober 2021 im Topsportcentrum in Almere statt.

## Sieger und Platzierte
| Disziplin    | Gold                             | Silber                      | Bronze                               |
| ------------ | -------------------------------- | --------------------------- | ------------------------------------ |
| Herreneinzel | Loh Kean Yew                     | Lakshya Sen                 | Pablo Abián                          |
| Herreneinzel | Loh Kean Yew                     | Lakshya Sen                 | Sheng Xiaodong                       |
| Dameneinzel  | Kristin Kuuba                    | Abigail Holden              | Aakarshi Kashyap                     |
| Dameneinzel  | Kristin Kuuba                    | Abigail Holden              | Vivien Sándorházi                    |
| Herrendoppel | Terry Hee Loh Kean Hean          | Tan Kian Meng Tan Wee Kiong | Emil Lauritzen Mads Vestergaard      |
| Herrendoppel | Terry Hee Loh Kean Hean          | Tan Kian Meng Tan Wee Kiong | Eloi Adam Kenji Lovang               |
| Damendoppel  | Johanna Magnusson Clara Nistad   | Debora Jille Cheryl Seinen  | Kati-Kreet Marran Helina Rüütel      |
| Damendoppel  | Johanna Magnusson Clara Nistad   | Debora Jille Cheryl Seinen  | Alyssa Tirtosentono Imke van der Aar |
| Mixed        | Mikkel Mikkelsen Rikke S. Hansen | Robin Tabeling Selena Piek  | Terry Hee Tan Wei Han                |
| Mixed        | Mikkel Mikkelsen Rikke S. Hansen | Robin Tabeling Selena Piek  | Jesper Toft Clara Graversen          |